# Donja Gračenica
Donja Gračenica is een plaats in de gemeente Popovača in de Kroatische provincie Sisak-Moslavina. De plaats telt 827 inwoners (2001).